# Procaviopsylla spinifex
Procaviopsylla spinifex är en loppart som beskrevs av Jordan 1936. Procaviopsylla spinifex ingår i släktet Procaviopsylla och familjen husloppor.

## Underarter
Arten delas in i följande underarter:
- P. s. spinifex
- P. s. cabrali